# Dibamus floweri
Espèce
Dibamus floweri est une espèce de sauriens de la famille des Dibamidae.

## Systématique
L'espèce Dibamus floweri a été décrite en 2017 par Evan S. H. Quah (d), Shahrul Anuar (d), Larry Lee Grismer et Rupert Grassby-Lewis (d).

## Répartition
Cette espèce se rencontre dans les montagnes de la Malaisie péninsulaire au sein de la Chaîne Tenasserim.

## Description
Semblable à un ver ou à un serpent, il s'agit d'un lézard sans pattes (atrophiées pour les mâles).
Ses yeux, sa bouche et ses narines sont recouvertes par une couche d'écailles.
Ses écailles sont de couleur brune avec une zone plus claire sur la tête et sur la partie inférieure de son corps qui est en réalité sa queue.

## Publication originale
- Evan Quah, Shahrul Anuar, Larry Lee Grismer & Rupert Grassby-Lewis, « A new species of Dibamus Duméril & Bibron 1839 (Squamata: Dibamidae) from a hill station in Peninsular Malaysia », Raffles Bulletin of Zoology, vol. 65, 2017, p. 681–690 (lire en ligne)